# Franco Tagliafierro
Franco Tagliafierro (Teramo, 15 gennaio 1941 – Madrid, 7 marzo 2024) è stato uno scrittore italiano.

## Biografia
Franco Tagliafierro nacque a Teramo il 15 gennaio 1941. Si laureò in Lettere presso l'Università degli Studi di Roma "La Sapienza" con una tesi sulla valutazione critica della poesia di Eugenio Montale dagli Ossi di seppia a La bufera e altro. Insegnò negli istituti superiori fino al 2000, prevalentemente a Milano.
Negli anni Settanta pubblicò sulla “Nuova Antologia”, diretta da Giovanni Spadolini, i suoi primi testi critici, tra cui particolarmente degni di nota furono quello su Satura di Eugenio Montale,  su Trasumanar e organizzar  di Pier Paolo Pasolini, su Viaggio d'inverno di Attilio Bertolucci, su Wirrwarr di Edoardo Sanguineti, su Il bottone di Stalingrado di Romano Bilenchi.
Nel 1977 pubblicò alcuni poemetti su “Resine, quaderni liguri di cultura”.
Nel 1981 pubblicò un poemetto narrativo misto di versi e prosa intitolato Fuga e dintorni nel Quaderno collettivo di “Poesia Tre” (Guanda): il testo, caratterizzato da un uso intermittente del linguaggio telegrafico, fu un classico esempio di sperimentalismo allora in voga.
Altri poemetti vennero pubblicati sulle riviste: “tam tam”, “L'ozio letterario”, “Confini” ecc.
Nel 1991 pubblicò presso Sansoni il suo primo romanzo storico: Il capocomico, ambientato nella Napoli di fine '700 (dalle prime repressioni antigiacobine all'eliminazione della Repubblica Partenopea). Il romanzo risultò finalista nel Premio Giuseppe Berto, anno 1991.
Nel 1994 pubblicò su ”Il giornale storico della letteratura italiana” un saggio su Giovanni De Gamerra, poeta, commediografo e librettista dei teatri imperiali di Vienna, recuperandone criticamente la produzione drammaturgica in prosa.
Nel 1999 pubblicò il secondo romanzo storico, Strategia per una guerra corta (Genesi, Torino), evocante in chiave grottesca le vicende relative alla guerra combattuta tra Italia e Francia nel giugno 1940, una guerra che la stampa internazionale dell'epoca equiparò a una pugnalata nella schiena, dato che Mussolini la dichiarò nel momento in cui la Francia, già per due terzi invasa dall'esercito nazista, ebbe chiesto l'armistizio. Tuttavia, Mussolini dichiarò di aver "bisogno di alcune migliaia di morti per sedersi al tavolo della pace quale belligerante".
Nel 2002 scrisse un saggio sull'opera di Giulia Niccolai (Da una avventura all'altra dello stile), pubblicato in un libro a lei dedicato delle Anterem Edizioni.
Dal 2003 al 2010 fu redattore della rivista “InOltre” diretta da Ivan della Mea, sulla quale pubblicò, oltre ad alcuni racconti, un saggio intitolato Idee di democrazia in Italia nel triennio rivoluzionario 1796-99 (n. 9), e Pseudorivoluzioni e pseudonovità, un saggio sui neoconservatori nella Repubblica di Weimar e negli Usa degli ultimi trenta anni (n.11). Nel 2006 pubblicò sulla rivista “Steve 31”, diretta da Carlo Alberto Sitta, un saggio su Nino Majellaro romanziere. Dal 2006 collaborò saltuariamente, con articoli e racconti, alla rivista “Poliscritture” diretta da Ennio Abate.
Nel 2008 pubblicò Racconti a orologeria (Lulu), una raccolta di narrazioni appartenenti ciascuna a un sottogenere diverso: dal giallo al rosa, dal noir al realista, dal grottesco allo psicologico, allo storico ecc.
Nel 2009 pubblicò il suo terzo romanzo Il palazzo dei vecchi guerrieri, ambientato nella Milano degli anni 2002-04, narrante di realtà grottesche come il "putridero", un locale per mummificare cadaveri, davanti al quale viene trovata morta una esponente dell'alta nobiltà e dove alcuni pensionati si improvvisano investigatori per svelare il mistero di quella morte o dove sia il vecchio inquilino che narra le vicende, sia un pittore quarantenne che assomiglia al mitico pugile Carnera, sono innamorati di una bellissima trentenne convinta di non poter essere amata a causa di un difetto genetico e così via, fino al finale dirompente.
Nel 2012 pubblicò Storie del terrorismo made in Italy.
Residente da molti anni a Madrid, morì nella capitale spagnola il 7 marzo 2024 all'età di 83 anni.

## Opere principali

### Romanzi
- Il capocomico, Firenze, Sansoni, 1991, ISBN 88-383-1281-8.
- Strategia per una guerra corta, Torino, Genesi, 1999, ISBN 88-87492-23-9.
- Il palazzo dei vecchi guerrieri, Milano, Lampi di Stampa, 2009, ISBN 978-88-488-0888-0.[3]
- La comisaria de las langostas, Edizione in spagnolo, 2023

### Racconti
- Racconti a orologeria, Lulu, 2008, ISBN 978-1-4357-4982-5.
- Storie del terrorismo made in Italy, 2012, ISBN 978-88-910111-2-1.

### Saggi
- Giulia Niccolai (a cura di), Da una avventura all'altra dello stile, in La misura del respiro. Poesie scelte, Verona, Anterem, 2002.